# 殷淑儀
殷淑儀（？—462年），南朝宋孝武帝劉駿側室，實則姓劉，本名不詳，父親為南郡王劉義宣。

## 生平
她與劉駿是堂兄妹的關係，容貌美丽，非常得寵。起初因為劉駿與劉義宣的女兒們發生男女關係，致使義宣一怒之下舉兵叛變。但是義宣旋即敗亡，劉駿便偷偷將美貌的堂妹接入皇宮，偽稱為殷氏，封為淑儀。又有一說她是殷琰家的女子，被送到劉義宣家，因為義宣兵敗而沒入宮中。由於當時左右知情人士在泄露真相後多被殺害，因此一時之間眾人都不知究竟她的出身到底是哪一家。
她寵冠後宮，與劉駿之間生有劉子鸞、劉子羽、劉子雲、劉子文、劉子師，以及第十二皇女。劉子鸞最受寵愛，一度幾乎奪去太子的位置，但終究沒有如願。
大明六年（462年）四月，殷淑儀過世，劉駿悲痛萬分。由於劉駿每天仍然思念殷淑儀，便把棺材做得像抽屜一般，每當想見她的時候，便將棺材拉開一睹遺容。後來又追贈她為貴妃，諡號「宣」。十月，將她厚葬於龍山，儀隊相當隆重，劉駿並親自送葬，悲哀不能自己，左右之人看到也感到難過。
由於劉駿太愛殷淑儀，自從她過世後，精神煥散，不理政事。每晚睡前，都要在她靈前倒酒對飲，之後痛哭流涕到難以自拔。除此之外，劉駿又向有司單位表示要給殷淑儀蓋一座廟，廟成後以淑儀之子子鸞的封號，稱為新安寺。
當時有巫師說可以仿漢武帝的前例，招殷淑儀的魂與劉駿相見，果然在帷幕後有影子出現，但是當劉駿想與之握手時，鬼魂卻消失了。劉駿頗為哀怨，便作了擬李夫人賦。謝莊也作了哀文獻上，劉駿看了以後非常感動，命令下屬們傳抄，使得一時之間紙與墨價錢大漲。
廢帝劉子業即位後，為報以前殷淑儀得寵試圖奪嫡之仇，將她所生子女全部殺死，毀了祭祀她的新安寺，挖了她的墳墓。

## 延伸阅读
[在维基数据编辑]
 《南史·卷11》，出自李延壽《南史》